# Tạ Quang Thắng
Tạ Quang Thắng (sinh 28 tháng 4 năm 1988) là một nam ca sĩ người Việt Nam, từng giành được 4 đề cử cho giải Cống hiến. Năm 2005, cùng với người bạn Hoàng Anh Khang, Tạ Quang Thắng đã tạo được những cơn sốt với những ca khúc quen thuộc "Bèo dạt mây trôi", "Đi học"..., qua đó giành giải Nhất của cuộc thi Tuổi đời mênh mông. Anh theo đuổi dòng nhạc Country rock và với chất giọng khỏe khoắn, mộc mạc và trầm ấm cùng với khả năng chơi ghita điêu luyện, Thắng đã gây ấn tượng mạnh với khán giả, đặc biệt là các khán giả trẻ. Năm 2012, anh phát hành album đầu tay cũng có tên Country rock. Album đã khá thành công, lần đầu đánh dấu tên tuổi của anh trong làng âm nhạc Việt, đem về cho anh hai đề cử album của năm và nhạc sĩ của năm tại Giải thưởng Âm nhạc Cống hiến lần thứ 8. Album phòng thu thứ hai của Thắng mang tên Một tôi rất mới cũng tiếp nối thành công của Country rock và kiếm về hai đề cử album của năm và nhạc sĩ của năm cho anh tại Giải thưởng Âm nhạc Cống hiến lần thứ 9.

## Tiểu sử

### Thành công ban đầu
Tạ Quang Thắng sinh ngày 28 tháng 4 năm 1988 tại Hà Nội, có quê nội ở Mai Dịch, Cầu Giấy, Hà Nội. Sinh ra trong gia đình có truyền thống nghệ thuật, Thắng có nhiều lợi thế khi theo đuổi con đường âm nhạc. Đối với anh, âm nhạc đã ngấm vào máu từ khi anh còn nằm trong bụng mẹ. Bố anh là đạo diễn sân khấu mất năm anh 11 tuổi, anh cũng thường xuyên theo bố đến các buổi dàn dựng. Năm 2005, anh cùng người bạn Hoàng Anh Khang đã tạo nên cơn sốt nho nhỏ với những bài hát quen thuộc của dân tộc như "Bèo dạt mây trôi" và "Đi học", qua đó giành giải nhất cuộc thi Tuổi đời mênh mông. Sau đó anh theo học tại Khoa thanh nhạc của Học viện Âm nhạc Quốc gia Việt Nam và tốt nghiệp năm 2009.

### 2012: Country rock
Album đầu tay của Thắng mang tên giản dị "Country rock" được phát hành vào ngày 20 tháng 3 năm 2012. Album gồm tám ca khúc do chính anh viết và thể hiện, bao gồm Ngây thơ", "Lá cờ", "Ngôi sao trong đêm", "Hà Nội níu bóng em", "Chiếc lá hy vọng", "Sống riêng mình", "Chuyện người đánh cá" và "Viết tình ca". Tất cả đều theo dòng nhạc country rock mà anh yêu thích. Album đã tạo dựng lại tên tuổi của Thắng, đồng thời đem về hai đề cử album của năm và nhạc sĩ của năm tại Giải thưởng Âm nhạc Cống hiến lần thứ 8.
Chủ nghĩa cá nhân trong âm nhạc của Tạ Quang Thắng

## Danh sách đĩa hát

### Album phòng thu
- Country Rock (2012)
- Một tôi rất mới (2014)
- Ở giữa cuộc đời (2022)

### Album biên tập
- Tạ Quang Thắng - Compilation

### Đĩa đơn
- "Cuộc đời là những chuyến đi" (2013)
- "Sống như những đóa hoa" (2013)
- "Như loài mèo" (2014)
- "Vội vàng" (2016)
- "Những điều viển vông" (2016)
- "Sẽ không yêu thêm ai" (2019)
- "Sơn Tinh & Thủy Tinh" (2023)